# 청도 적천사 석조아미타불좌상
청도 적천사 석조아미타불좌상(淸道 磧川寺 石造阿彌陀佛坐像)은 대한민국 경상북도 청도군 청도읍 적천사에 있는 불상이다. 2018년 12월 20일 경상북도의 유형문화재 제528호로 지정되었다.

## 지정 사유
이 불상은 청도 적천사 무차루에 봉안되는 있는 불석제(佛石製)의 아미타불상이다. 복장(腹藏)에서 발견된 발원문 기록에 의해 1653년에 조각승 계찬(戒贊)이 조성하였음을 알 수 있으며, 계찬이 수조각승으로 제작한 현존 최고의 작품이다. 불상은 오른손이 무릎 위에 올려져 항마촉지인(降魔觸地印)같은 수인(手印)을 보이고 있으며 왼손은 오른쪽 발바닥 위에 두어 선정인을 짓고 있다.
17세기 후반 이후 경상도 일대의 불상의 재료로 가장 많이 사용된 불석(佛石)이 사용된 최초기의 불상으로서 조각가, 제작연대, 봉안처 등 중요한 학술정보가 잘 보존되어 있는 불상이므로 유형문화재로 지정한다.

## 참고 문헌
- 청도 적천사 석조아미타불좌상 - 국가유산청 국가유산포털